# Sudán en los Juegos Olímpicos de Barcelona 1992
Sudán estuvo representado en los Juegos Olímpicos de Barcelona 1992 por seis deportistas masculinos que compitieron en tres deportes.
El equipo olímpico sudanés no obtuvo ninguna medalla en estos Juegos.